# Daisy Leura Nakamarra
Daisy Leura Nakamarra (* 1936 am Umbungurru Creek bei Alice Springs im Northern Territory, Australien) ist eine bedeutende Aborigines-Künstlerin. Sie lebt und arbeitet in der Narwietooma Station im Northern Territory. 

## Leben
Sie gehört zur Sprachgruppe der Anmatyerre. Daisy war mit Tim Leura Tjapaltjarri verheiratet, einem der Gründer der Papunya-Tula-Künstlerbewegung. Mit ihm und ihren sechs Kindern kam sie nach Papunya, einer Künstlergemeinschaft im Northern Territory. 

## Werk
Ihr Mann führte sie an die Malerei heran. Ihre aktive Periode begann 1981 und sie wurde zu einer der ersten Aboriginesfrauen, deren künstlerische Werke öffentliche Anerkennung fanden. Die Themen ihrer Arbeiten befassen sich mit der Traumzeit von Frauen und Bush Tucker. Sie achtet bei der Erstellung ihrer Werke darauf, dass nur säkulare Themen dargestellt werden.
Ihre Gemälde sind vor allem in öffentlichen Sammlung in Australien ausgestellt, wie der National Gallery of Australia in Canberra, Art Gallery of South Australia in Adelaide, Flinders University Art Museum in Bedford Park und im National Museum of Australia in Canberra.